# Boulevard des Italiens
Le boulevard des Italiens est une voie située à la lisière des 2e et 9e arrondissements de Paris.

## Situation et accès

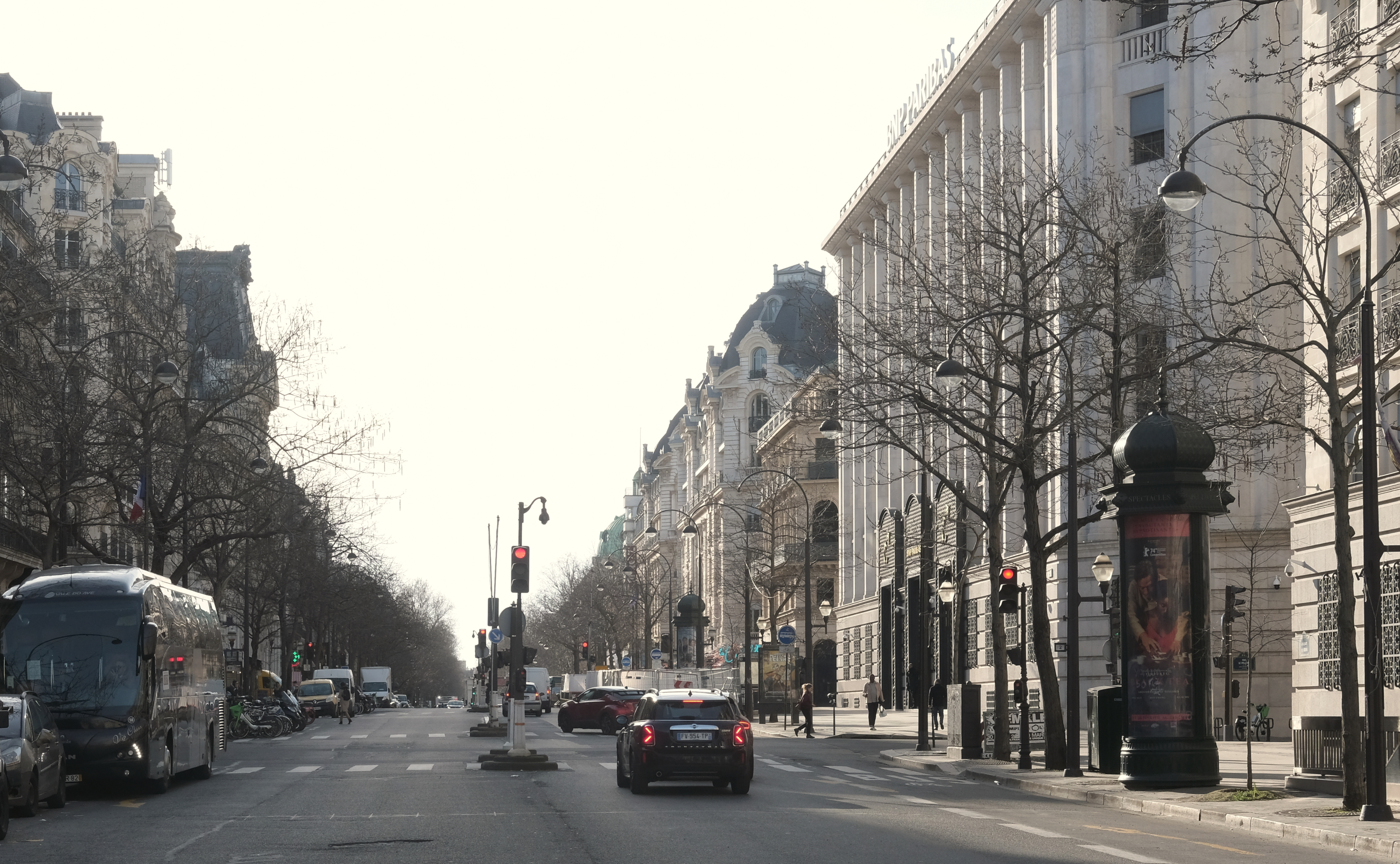
Le boulevard des Italiens vu depuis le boulevard Montmartre.

Il fait partie de la chaîne des Grands Boulevards constituée, d'ouest en est, par les boulevards de la Madeleine, des Capucines, des Italiens, Montmartre, Poissonnière, Bonne-Nouvelle, Saint-Denis, Saint-Martin, du Temple, des Filles-du-Calvaire et Beaumarchais.
Il est desservi par les stations de métro Opéra et Richelieu - Drouot.

## Origine du nom
Il doit son nom au Théâtre-Italien, occupé aujourd'hui par l'Opéra-Comique, qui y fut construit en 1783.

## Historique

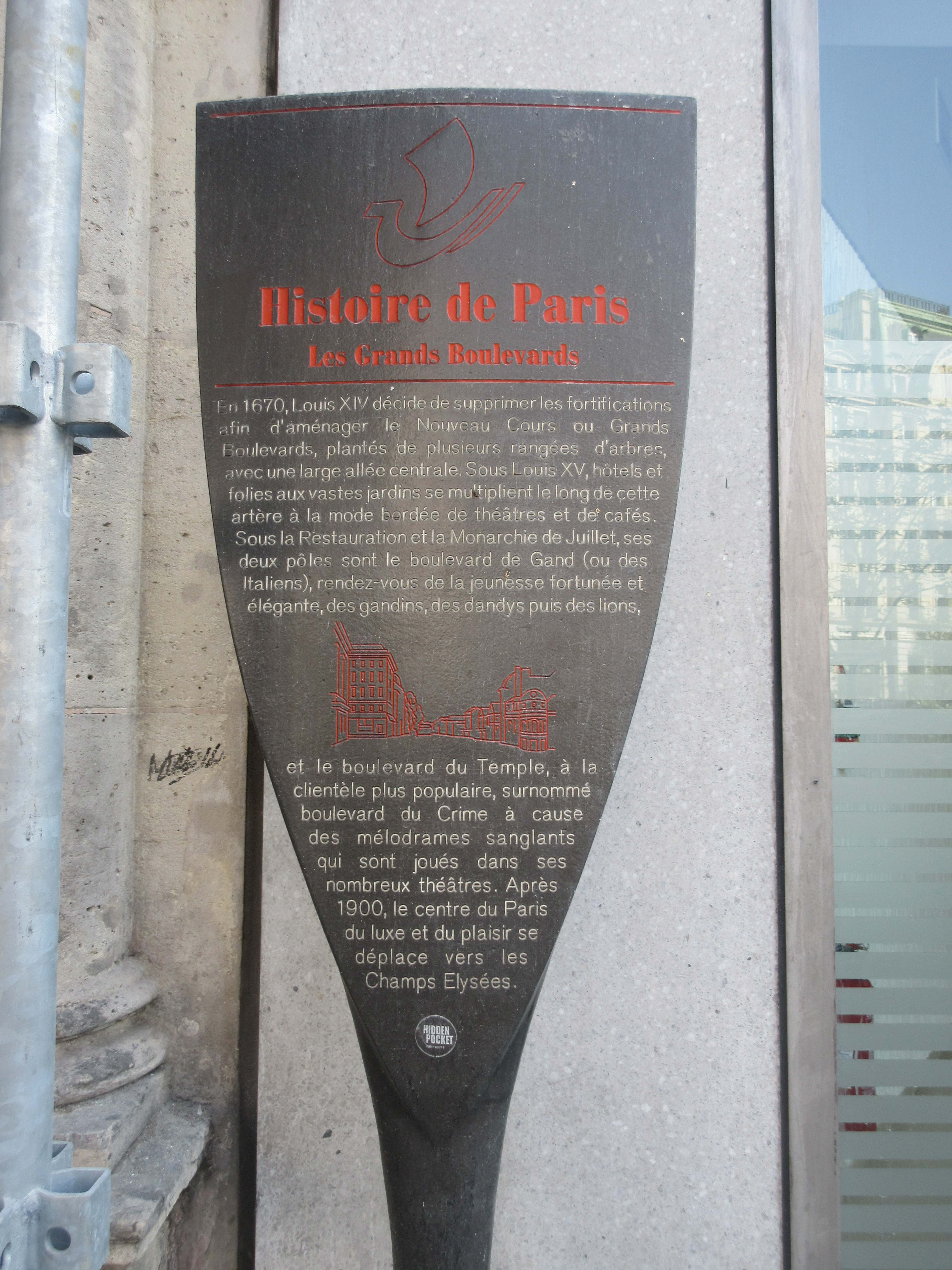
Panneau Histoire de Paris.

Le boulevard a été créé après la suppression décidée en 1670 de l'enceinte de Louis XIII devenue obsolète, en avant du bastion 4 (« bastion de Gramont») de ce rempart, à travers des jardins maraichers.
au début du XVIIIe siècle
Il a été formé en vertu de lettres-patentes du mois de juillet 1676, sous le nom de « boulevard Neuf » avant de prendre le nom de « boulevard du Dépôt », jusqu'en 1783, en raison du dépôt du régiment des Gardes françaises construit en 1764 à l'angle de la rue de la Chaussée-d'Antin, par le colonel Louis Antoine de Gontaut-Biron en 1764.
L'espace entre le boulevard et l'ancien rempart qui était situé sur un tracé irrégulier entre l'angle de la rue de Richelieu et de l'actuelle rue Feydeau, ancienne rue des Fossés-Montmartre, et l'angle de la rue Louis-le-Grand et de l'avenue de l'Opéra, s'urbanisa à la fin du XVIIIe siècle au début du XVIIIe siècle, notamment avec la construction de plusieurs hôtels particuliers, notamment l'hôtel de Ménars, l'hôtel de Lorges, l'hôtel de Gramont, l'hôtel d'Antin, l'hôtel de Choiseul, l'hôtel de Lévis démolis à la fin du XVIIIe siècle ou au XIXe siècle dont les terrains ont été lotis avec percements de rues.
Appelé « boulevard Cerutti » sous la Révolution, du nom d’un hôtel du boulevard dans lequel s’était établi l'écrivain Joseph-Antoine Cerutti (1738-1792), il prit le nom, sous le Consulat et l'Empire, de « boulevard de la Comédie-Italienne » pour une partie et  « boulevard d'Antin », ou « boulevard de la Chaussée d'Antin » pour l'autre partie.
Il fut également nommé « boulevard de Coblentz » ou « petit Coblence » sous le Directoire, parce que s'y rassemblaient les émigrés royalistes de retour au pays après un long séjour dans la ville rhénane de Koblenz, puis de 1815 à 1828, « boulevard de Gand », sous la seconde Restauration, en souvenir de l'exil à Gand du roi Louis XVIII pendant les Cent-Jours, avant de prendre son nom actuel.
Tout au long du XIXe siècle, et jusqu'à la Grande Guerre de 1914-1918, le boulevard constitua le rendez-vous des élégantes et élégants parisiens. On vit s'y succéder les Incroyables et les Merveilleuses sous le Directoire, les gandins (d'après le « boulevard de Gand ») à la Restauration, les dandys sous Louis-Philippe Ier, les « lions » et les « lionnes » sous le Second Empire. Honoré de Balzac décrit comment l'arpenter avec la même élégance que Chateaubriand dans Théorie de la démarche (1833).
C'était la grande époque du Café de Paris, du Café Tortoni (qui inspira la mode du Café Tortoni de Buenos Aires), du Café Frascati, du Café Anglais, de la Maison Dorée…
À la suite de l'achèvement du boulevard Haussmann dans les années 1920, ces établissements disparurent pour être remplacés par des établissements financiers et autres.

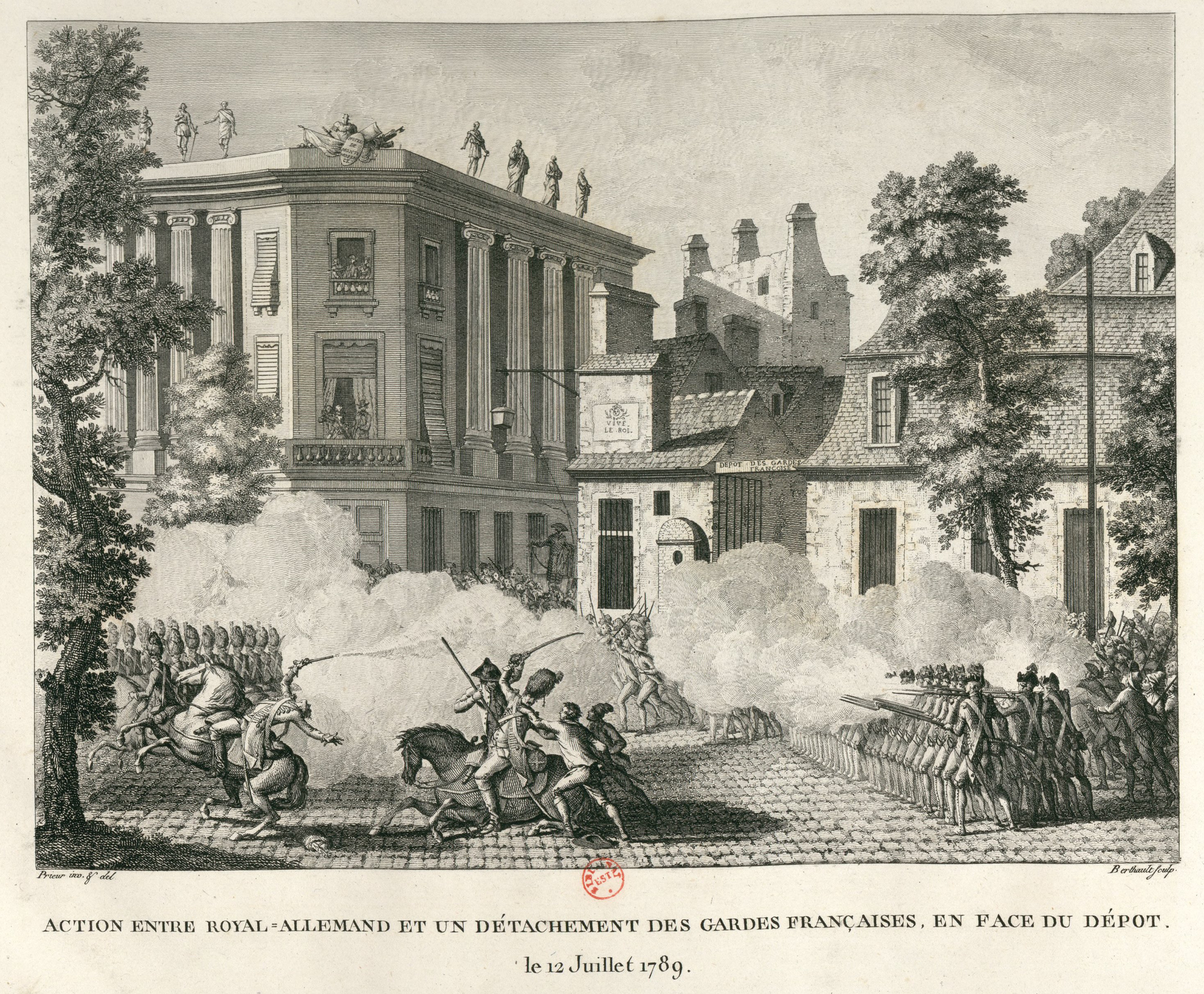
Combats sur le boulevard en 1789.
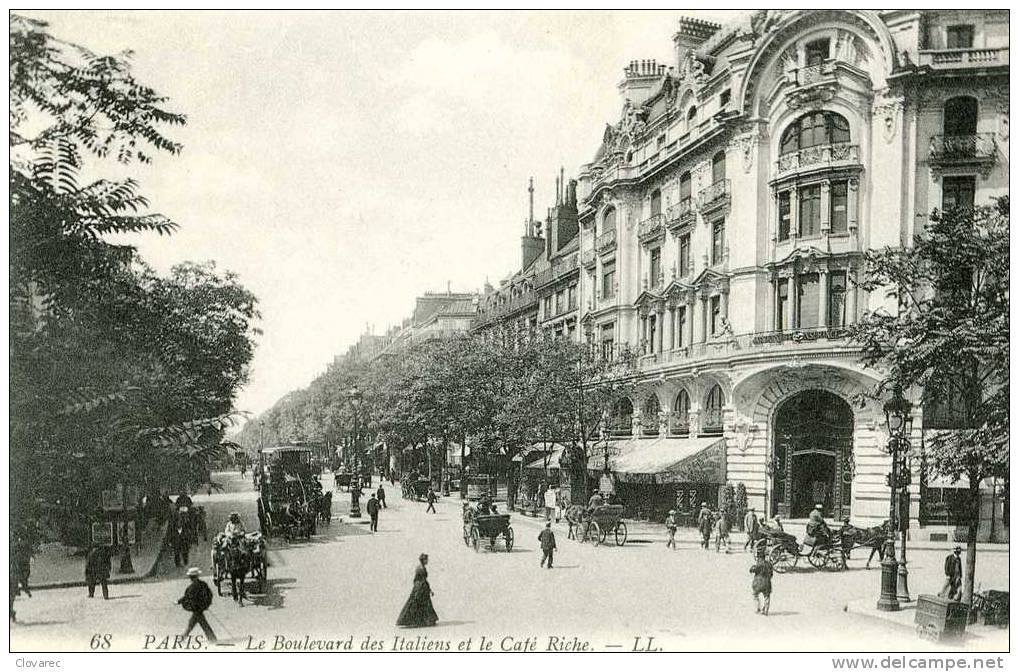
Le boulevard des Italiens et le Café Riche, vers 1890.
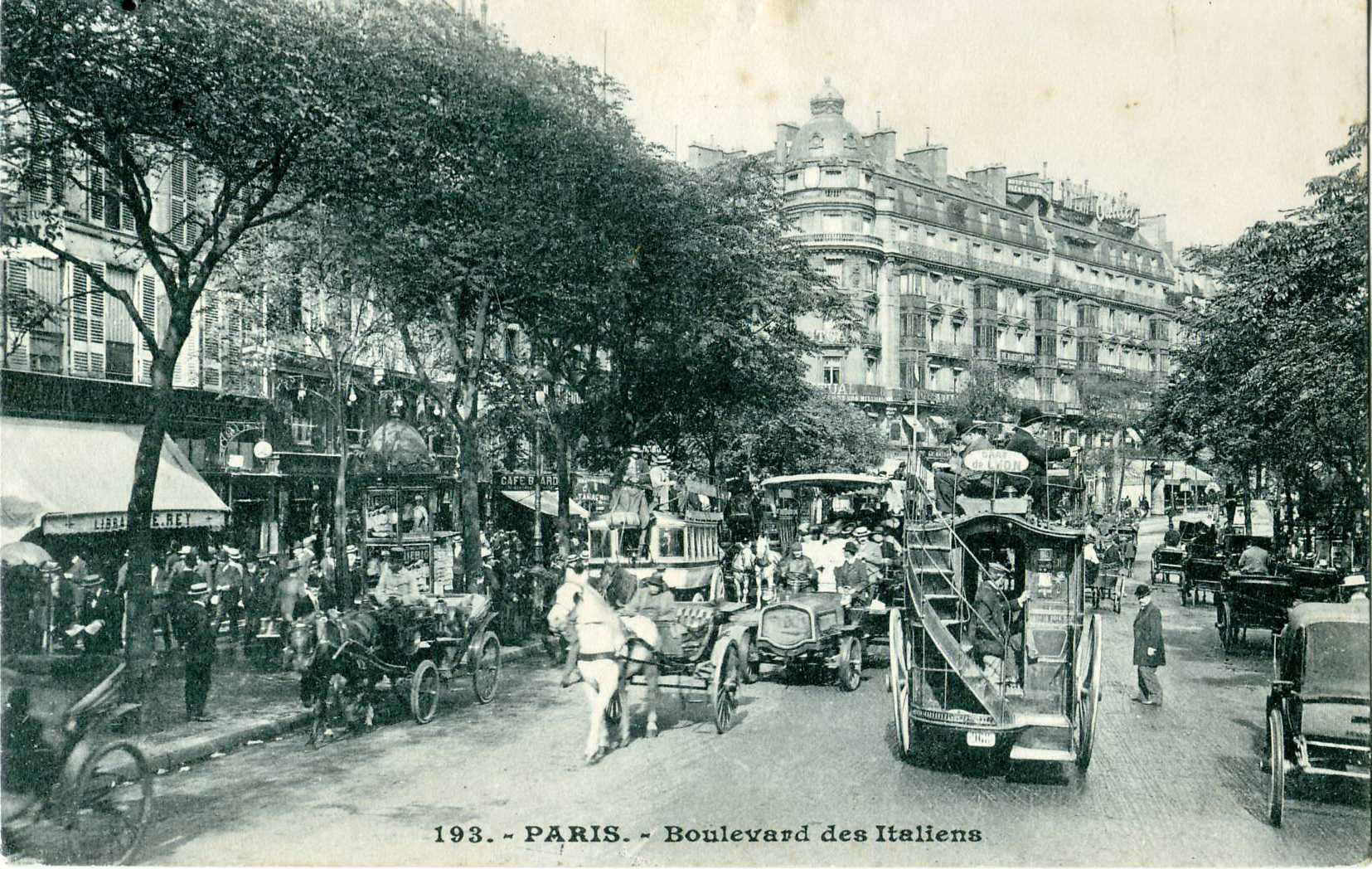
Les encombrements du boulevard des Italiens au début du XXe siècle.

## Bâtiments remarquables et lieux de mémoire

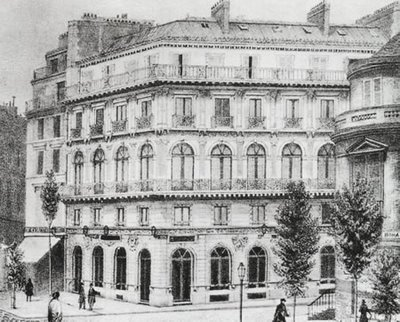
La Maison Dorée, avec le Café Tortoni à gauche et le Café Riche à droite (vers 1900).

- L'intersection avec la rue Laffitte offre une perspective à distance sur l'église Notre-Dame-de-Lorette et, à l'arrière-plan, sur la basilique du Sacré-Cœur de Montmartre, ce point de vue pouvant donner l'impression que les deux monuments se superposent malgré leur éloignement.
- No 5 bis : passage des Princes inauguré en 1860 sous le nom de « passage Mirès ».
- No 6: l'atelier du photographe de mode A. Félix (18..-19..), se trouvait à cette adresse[5].
- No 8 : ici se trouvaient, à partir de 1859, les luxueux ateliers d'André Adolphe Eugène Disdéri (1819-1889), photographe à la mode sous le Second Empire, juste au-dessus du théâtre de Jean-Eugène Robert-Houdin.

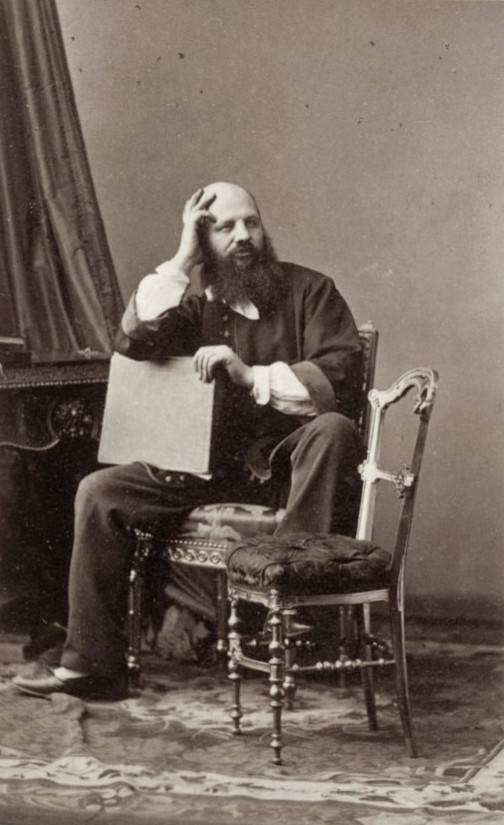
André Adolphe Eugène Disdéri, Autoportrait, Paris, musée d'Orsay.

- No 9 : le 25 février 1954, à la suite du braquage d'un bureau de change au 39, rue Vivienne, Jacques Fesch trouve refuge au cinquième étage du bâtiment du 9, boulevard des Italiens. Alors qu'il tente de quitter les lieux, il est reconnu par un badaud et blesse mortellement le gardien de la paix Jean-Baptiste Vergne dans la cour de l'immeuble.
- No 13, à l'angle de la rue de Marivaux : emplacement du Café Anglais (1802-1913), célèbre restaurant du Second Empire, remplacé par un immeuble signé et daté au-dessus de la porte d'entrée du 13, rue de Marivaux R. Lelievre, architecte DPLG, 1914-1915. L'abondant décor floral sculpté a été qualifié de second Art nouveau[6].

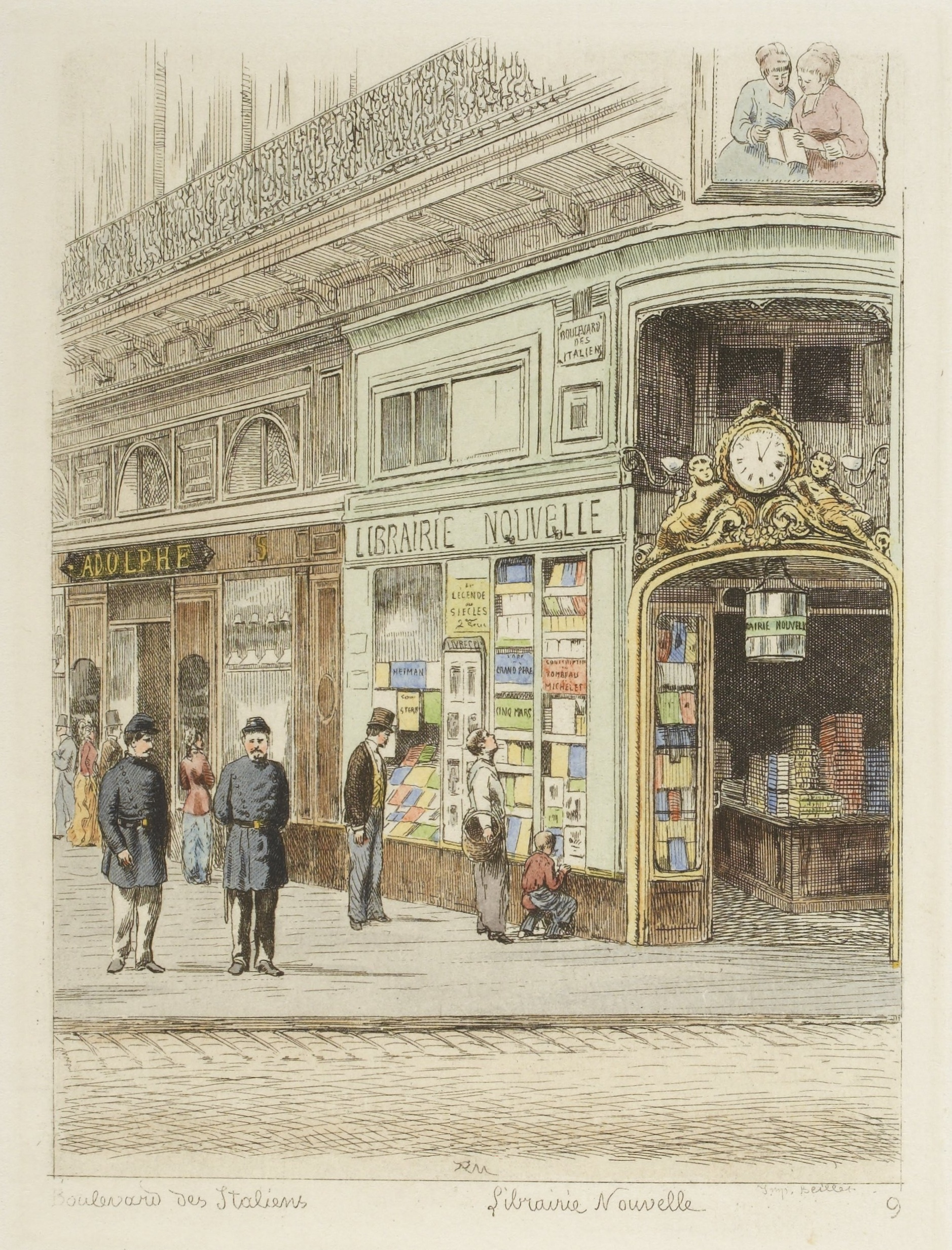
No 15 : la Librairie nouvelle dans les années 1870.

- No 15, à l'ange avec la rue de Gramont : emplacement de l'hôtel de Lévis, siège de l'ambassade de Russie dans les années 1780.
Siège du Cercle de l'Union (1828-1857).
Emplacement de l'ancienne Librairie nouvelle dirigée par Achille Bourdilliat, éditeur d'estampes et imprimeur, qui y fonde en 1857 Le Monde illustré Journal hebdomadaire[7].
Le cinéma Marivaux y ouvre en 1919. Il disposait d'une salle de 1 200 places accueillant des exclusivités qui pouvaient, avec quelques autres grands cinéma de Paris, faire le succès d'un film. Il est repris par Pathé puis par Parafrance (appartenant aux frères Jo et Samy Siritzky), sa grande salle étant restructurée en 1976 pour former un complexe de trois salles, sous le pavillon Paramount Marivaux. Parafrance fait faillite en 1984 et de nombreux cinémas du circuit sont démantelés. Une quatrième salle ouvre en 1988. L'une compte 490 places et les autres 475, 100 et 90. Le Marivaux est repris par les frères Stevens mais ferme en 1992. Il est remplacé par un restaurant[8].
- No 16 : siège de la BNP Paribas, de style Art déco, construit  de 1926 à 1933 pour la Banque nationale du commerce et de l'industrie par Joseph Marrast et Charles Letrosne. Le bâtiment est aujourd’hui en rénovation. Ancien emplacement du Café Riche (1791).
- No 19[9] : le siège central du Crédit lyonnais construit de 1876 à 1913 dans le style haussmannien à l'emplacement de l'hôtel de Boufflers, sur lequel avait été pratiquée la galerie de Fer qui conduisait du boulevard à la rue de Choiseul. Le passage, incendié en 1828, avait été reconstruit l'année suivante, en fer. C'est là que furent faits les premiers essais d'éclairage par le gaz.

- No 20 : emplacement du restaurant de luxe de la Maison Dorée (1839-1841). On y trouve à sa place des bureaux de BNP Paribas, conçus par l'architecte Pierre Dufau, qui a conservé la façade originale à la suite de l'annulation du permis de construire par Maurice Druon, ministre de la Culture, sous la pression d'une association de quartier.

- No 22 : emplacement du Café Tortoni.

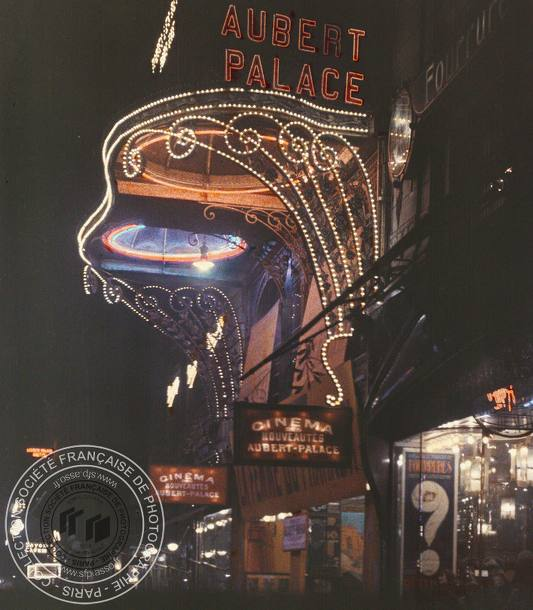
Façade illuminée du cinéma Aubert Palace en 1922.

- No 24 : cinéma Aubert-Palace, entre 1915 et 1987[10].
- No 25 : à cette adresse s'installe en 1856 le photographe Ferdinand Mulnier.
- No 26 : emplacement du Café de Bade[11].
- No 27 : ancien siège des éditions musicales Enoch, fondées en 1853 ; en décembre 1906 ouvre ici, à l'emplacement d'un ancien café, le Calisaya[12], l'exploitation du Kinéma Théâtre Gab-ka, dont le nom fait référence à son fondateur Gabriel Kaiser[13]. À partir de l'automne 1918, l'établissement devient un cabaret, La Boîte à Fursy. Il redevient un cinéma sous le nouveau nom de Cinéma des Boulevards, puis de Corso-Opéra à la fin de l'année 1923[14]. En 1937, l'atelier de photographie de Gaston Paris était à l'adresse[15].
- No 28 : emplacement du théâtre des Fantaisies Ollier (dit aussi des « Fantaisies parisiennes » et « Folies-Ollier »). La salle accueillit le théâtre des Nouveautés (1878-1911), initialement sous la direction de Jules Brasseur, qui le céda à Henri Micheau en 1890. La rue des Italiens fut percée en 1911, entraînant la démolition du théâtre et interrompant le succès de la comédie de Georges Feydeau, Champignol malgré lui, qui en était à la 1 032 e représentation[16].
- No 29 : emplacement des Bains chinois, construits dans le genre pagode par l'architecte Nicolas Lenoir, en 1787. Ils abritaient, outre des bains, un restaurant, un café et un magasin de mode. Gracchus Babeuf en fit son centre de ralliement pour la préparation de sa conspiration de 1795. Ils furent détruits en 1853[17].

- No 31 : ancien emplacement du Salon Pathé, ouvert le 16 février 1905 par Charles Pathé pour présenter ses nouveaux films aux forains et aux directeurs de salle[13].
- No 36 : immeuble construit en 1929 par Michel Roux-Spitz. Le rez-de-chaussée servait de hall d'exposition aux voitures Ford[18]. C'est aujourd'hui un restaurant Quick[19].
- No 38 : emplacement, à l'extrémité ouest du boulevard des Italiens faisant ici angle avec la rue de la Chaussée-d'Antin (no 2), d'une des anciennes casernes des Gardes françaises. Dite « dépôt des Gardes françaises », cette caserne, établie par le colonel duc de Biron en 1764, fut démolie en 1792. Le 12 juillet 1789, un détachement des Gardes françaises avait dû intervenir pour sauver son colonel, M. Duchâtelet, de l'effervescence populaire[20]. Un immeuble de style néo-classique est construit en 1793 à cet emplacement. Cet immeuble a été rénové en 2013.
- Le Café Foy, dit « de la Chaussée d'Antin » (à ne pas confondre avec celui du Palais-Royal), ultérieurement restaurant Maison Paillard, s'installa dans l'immeuble qui remplaça la caserne.

En 1885, le maître-verrier Jacques-Philippe Imberton (né en 1846), ouvrit ici un magasin en plus de son atelier des 19-21, rue de Rochechouart.
- En face, au coin de la rue Louis-le-Grand, le palais Berlitz, construit dans les années et le style 1930, a remplacé le pavillon de Hanovre (XVIIIe siècle), démonté et réinstallé dans le parc de Sceaux[21].

## Dans les arts
- Boulevard des Italiens, film de Georges Méliès (1896).

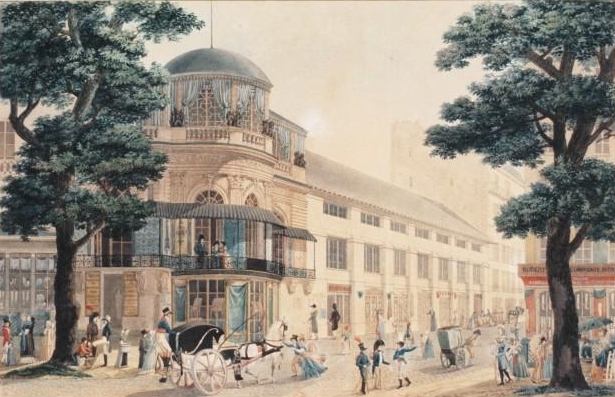
François Debret, Pavillon de Hanovre (vers 1800-1850).
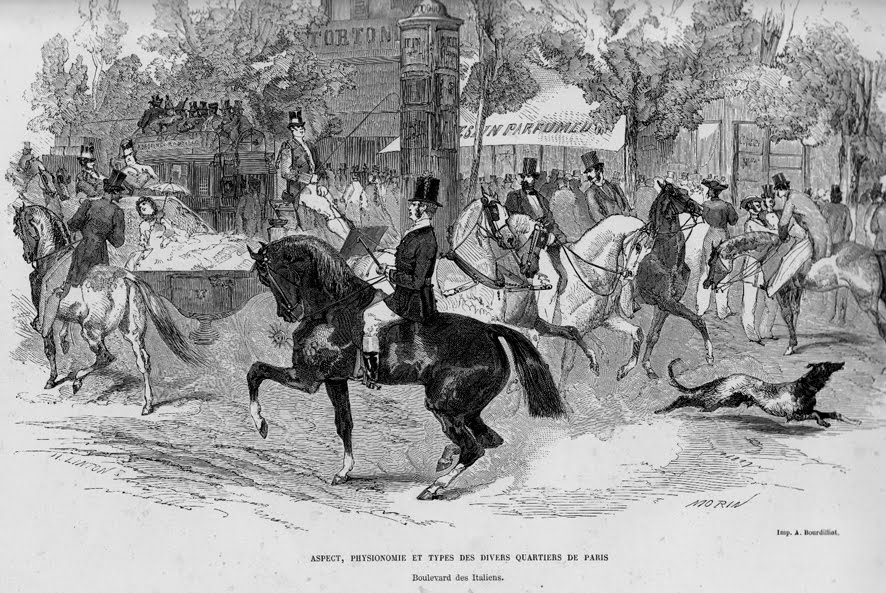
Edmond Morin, Le Café Tortoni (vers 1860).
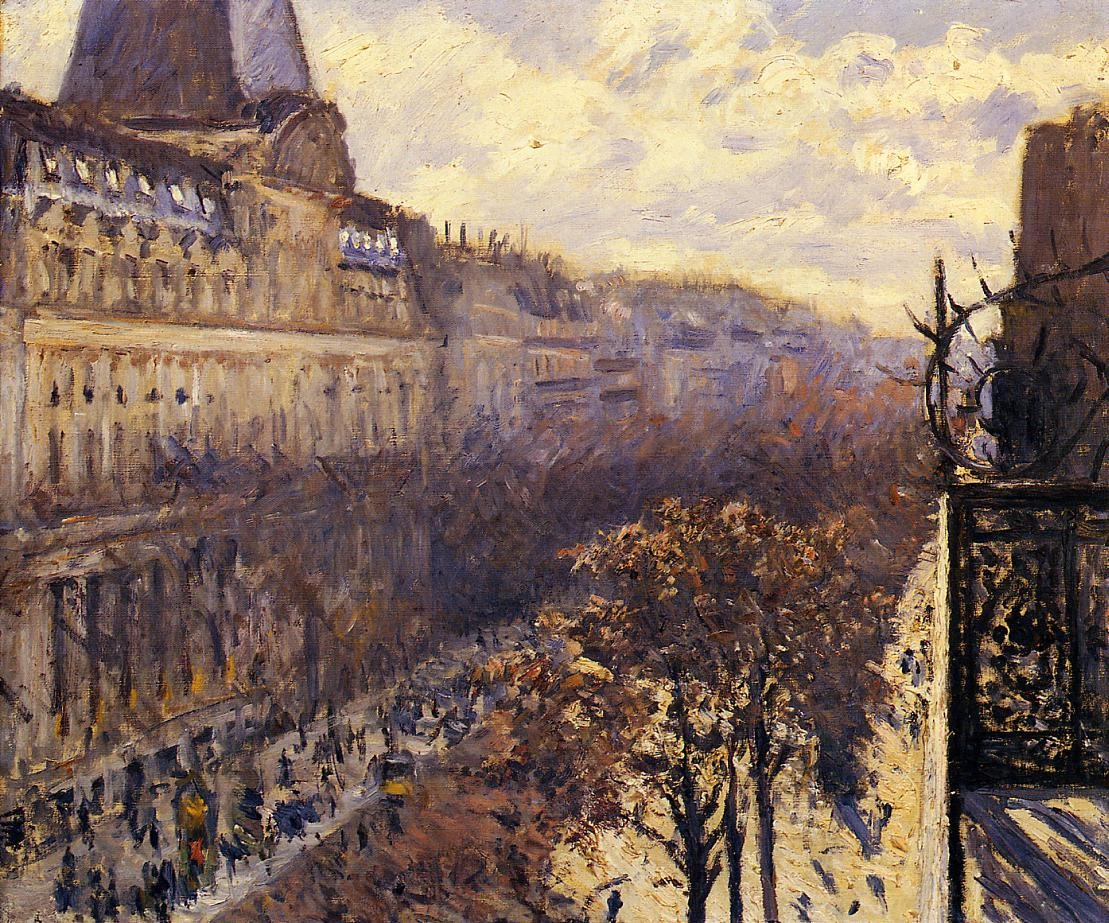
Gustave Caillebotte, Boulevard des Italiens  (vers 1880).
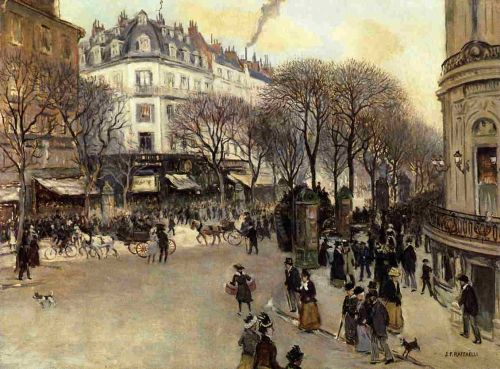
Jean-François Raffaëlli, Boulevard des Italiens (vers 1900).

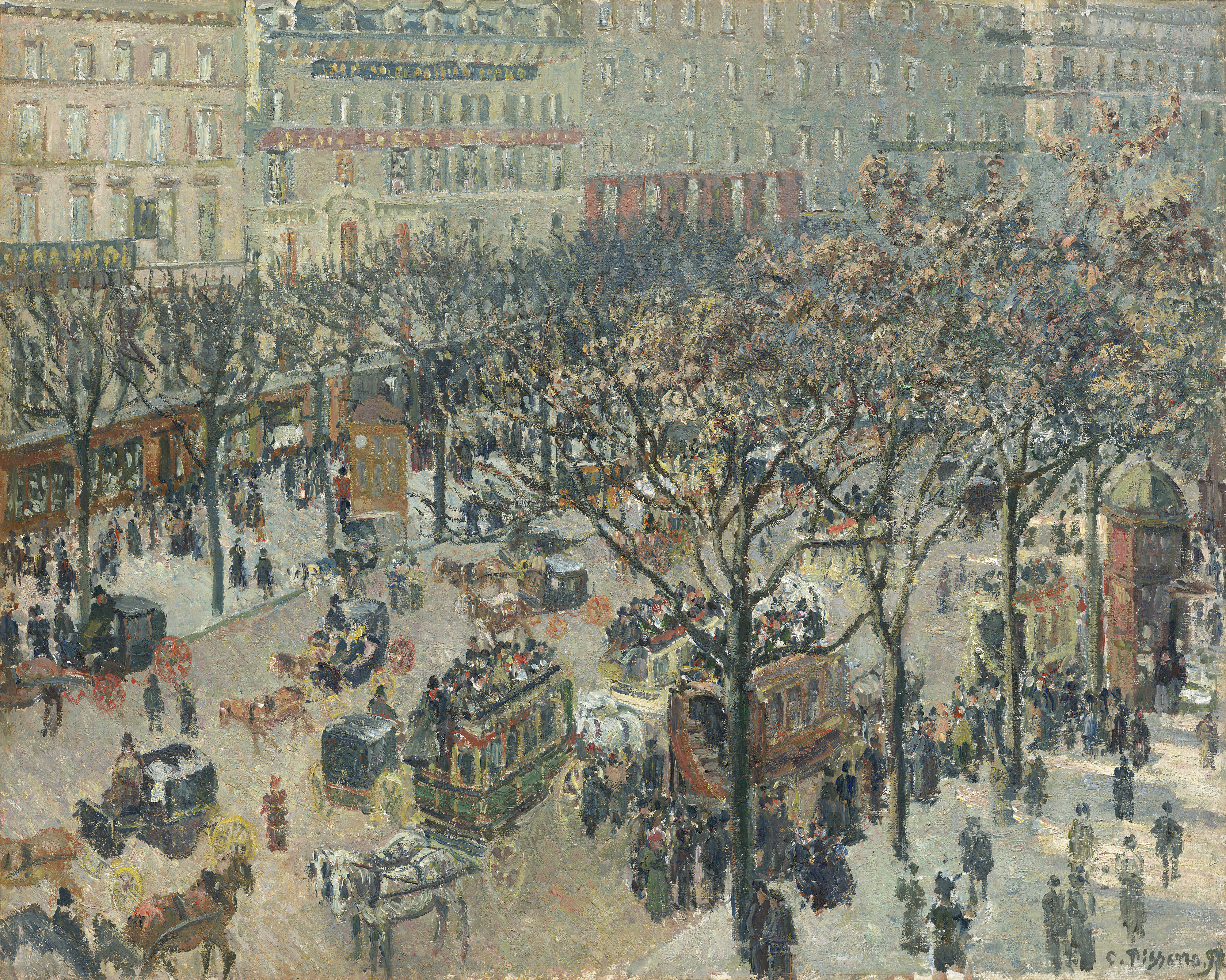
Boulevard des Italiens, matin, effet de soleil
Camille Pissarro, 1897
National Gallery of Art, Washington.

- Le peintre impressionniste Camille Pissarro, à la fin de sa carrière, s'installe dans des hôtels parisiens et peint depuis sa fenêtre. De février à avril 1897, il observe la vue depuis son logement du Grand Hôtel de Russie, entre le boulevard Montmartre et le boulevard des Italiens, et s'émerveille de pouvoir « voir sur toute la longueur des boulevards » avec « une vue presque à vol d'oiseau des voitures, des omnibus, des gens, entre les grands arbres, de grandes maisons ». Il représente des scènes de la vie urbaine qui se déroulent sous sa fenêtre[22]. Cette série de vues à différentes heures de la journée, dans différentes conditions météorologiques, créent ainsi un total de treize tableaux[23].
- Christophe rend hommage à cette voie parisienne en 1978 dans sa chanson Un peu menteur, single de l'album Le Beau Bizarre.

## Galerie

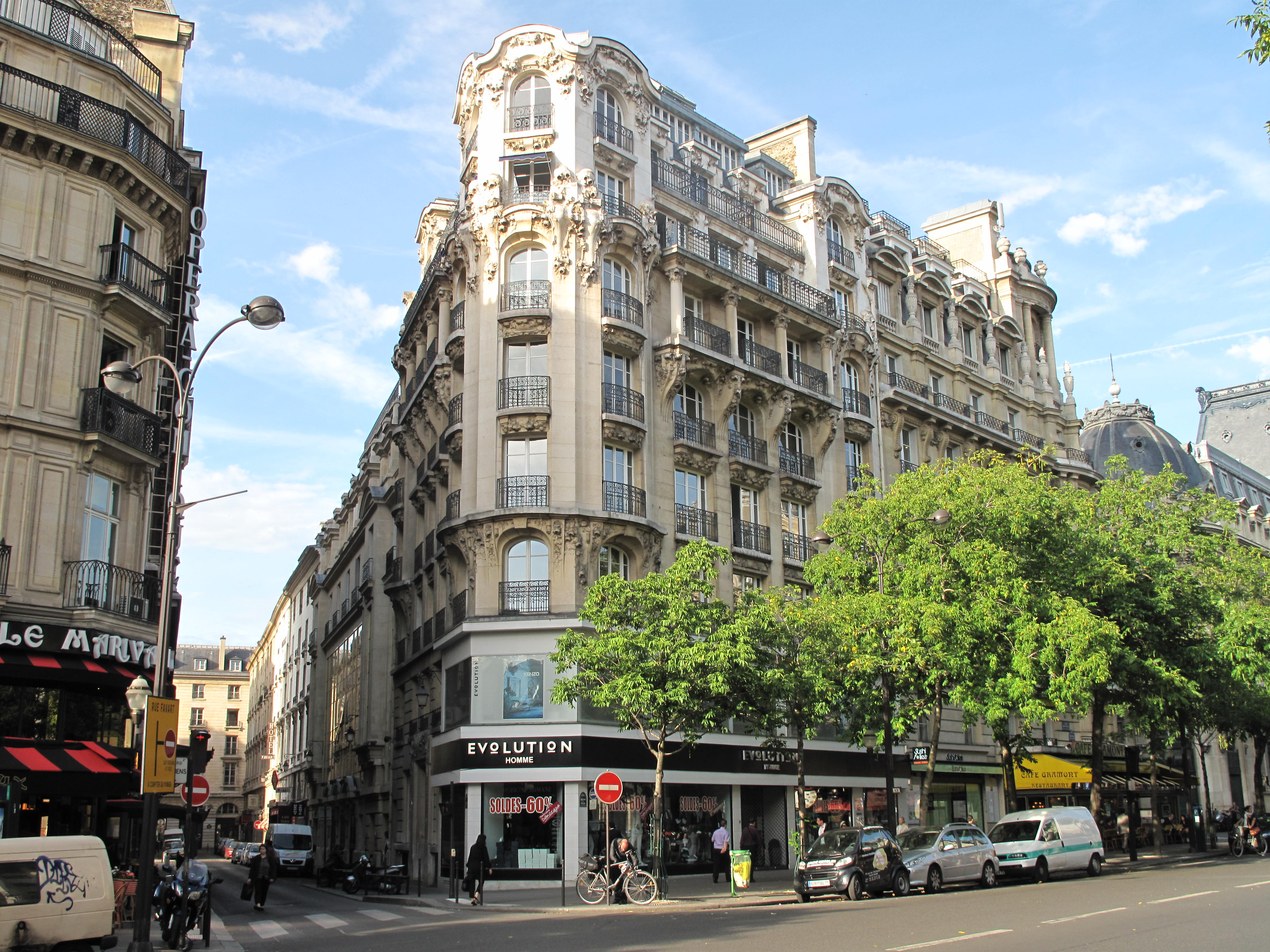
Emplacement du Café Anglais.
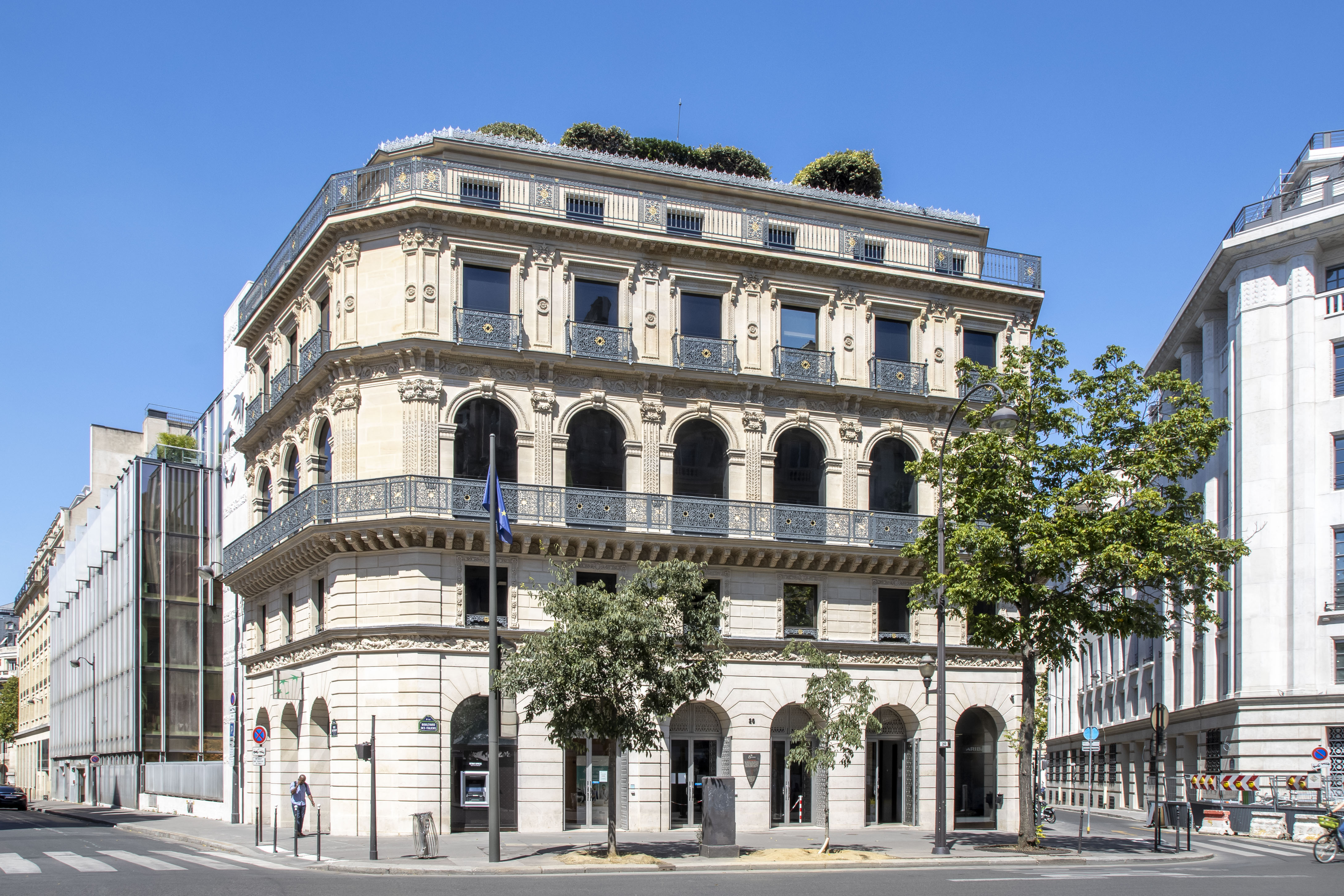
Siège de BNP-Paribas, avec la façade de la Maison Dorée.
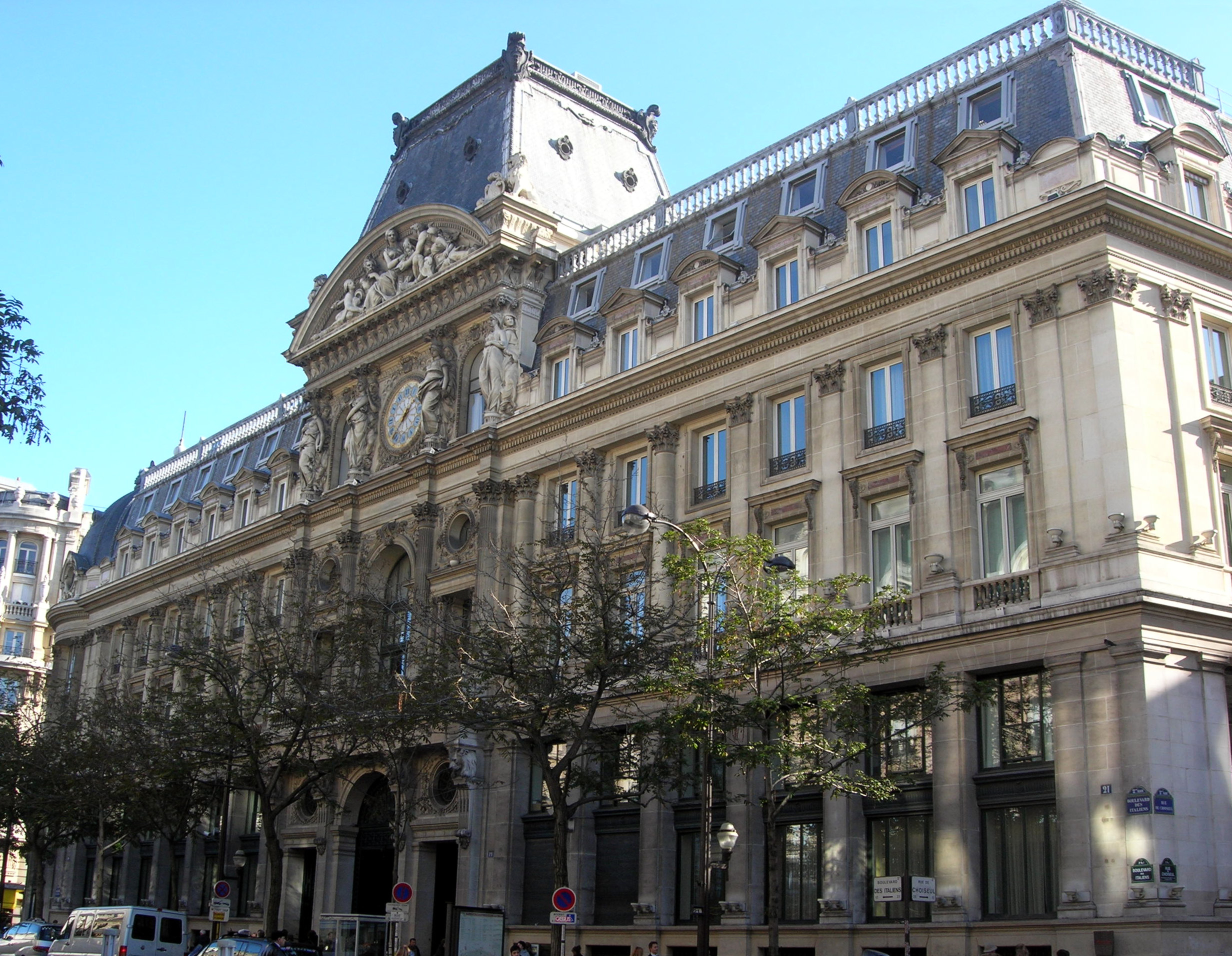
Siège du Crédit lyonnais.
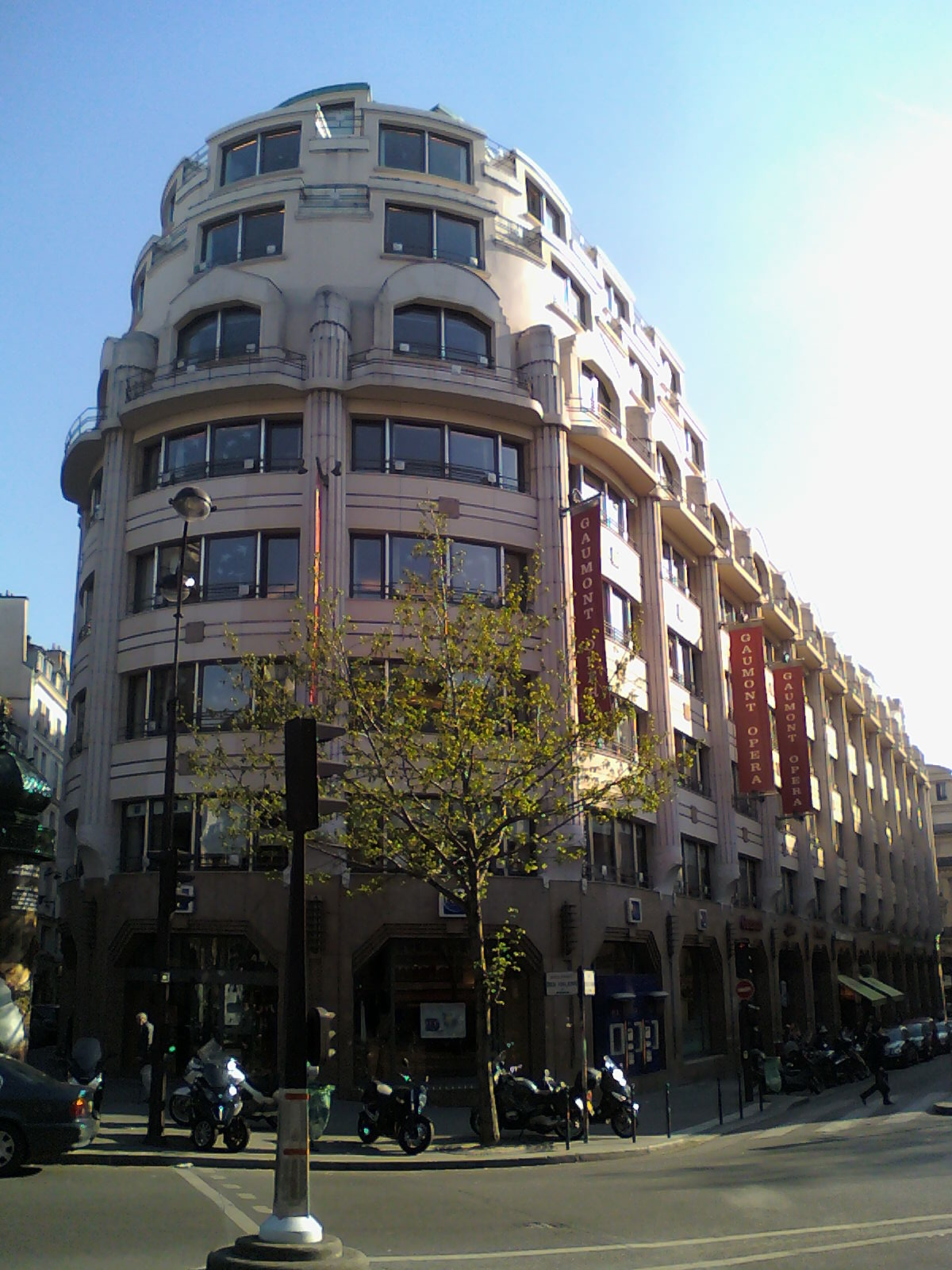
Le Palais Berlitz.

## Pour approfondir